# Patache (hippomobile)
 (juillet 2019).
Si vous disposez d'ouvrages ou d'articles de référence ou si vous connaissez des sites web de qualité traitant du thème abordé ici, merci de compléter l'article en donnant les références utiles à sa vérifiabilité et en les liant à la section « Notes et références ».
Pour les articles homonymes, voir Patache.
La patache (nom venant de l'espagnol, d'origine incertaine) est un type d'ancien véhicule hippomobile.

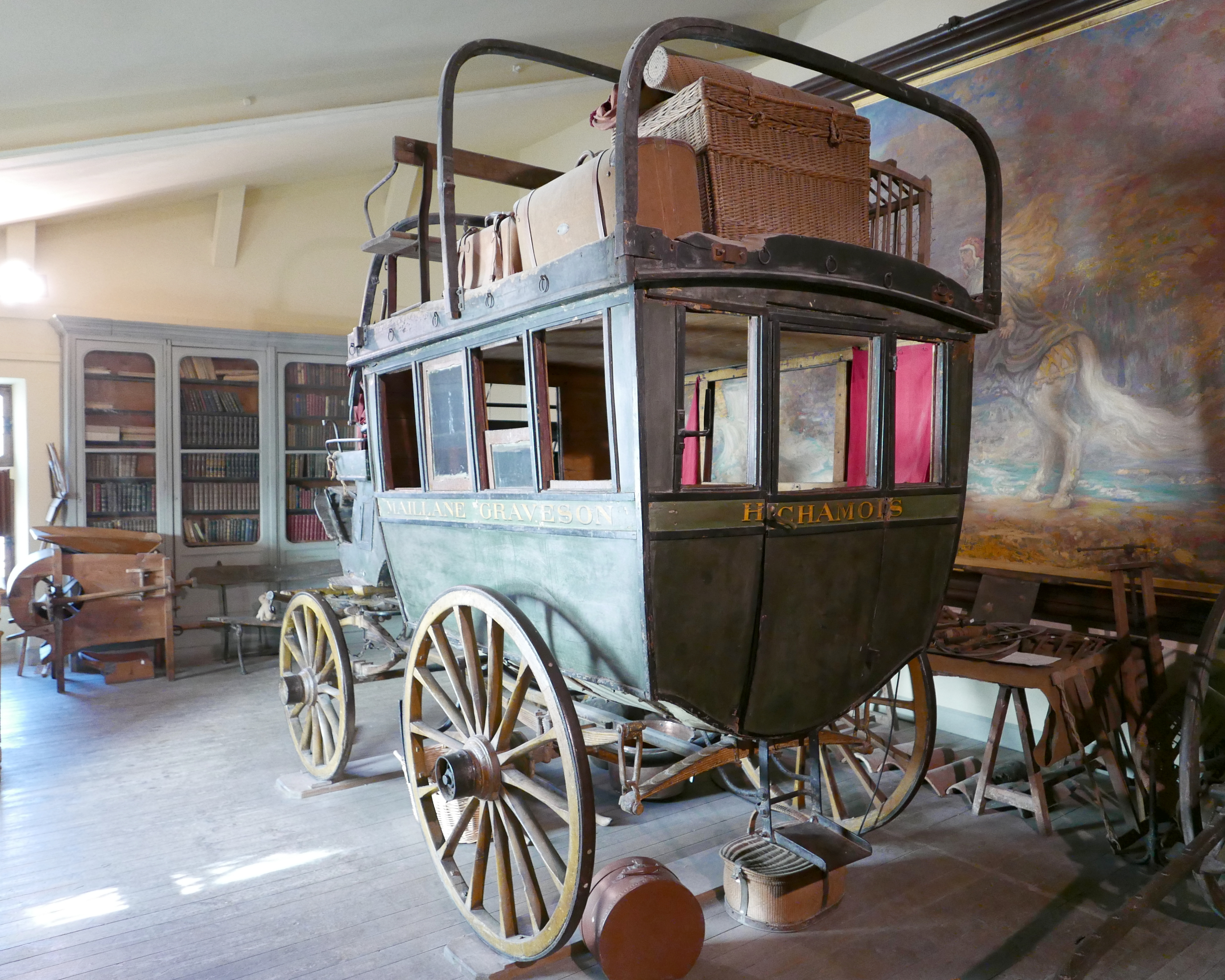
La patache Maillane-Graveson souvent utilisée par Frédéric Mistral.

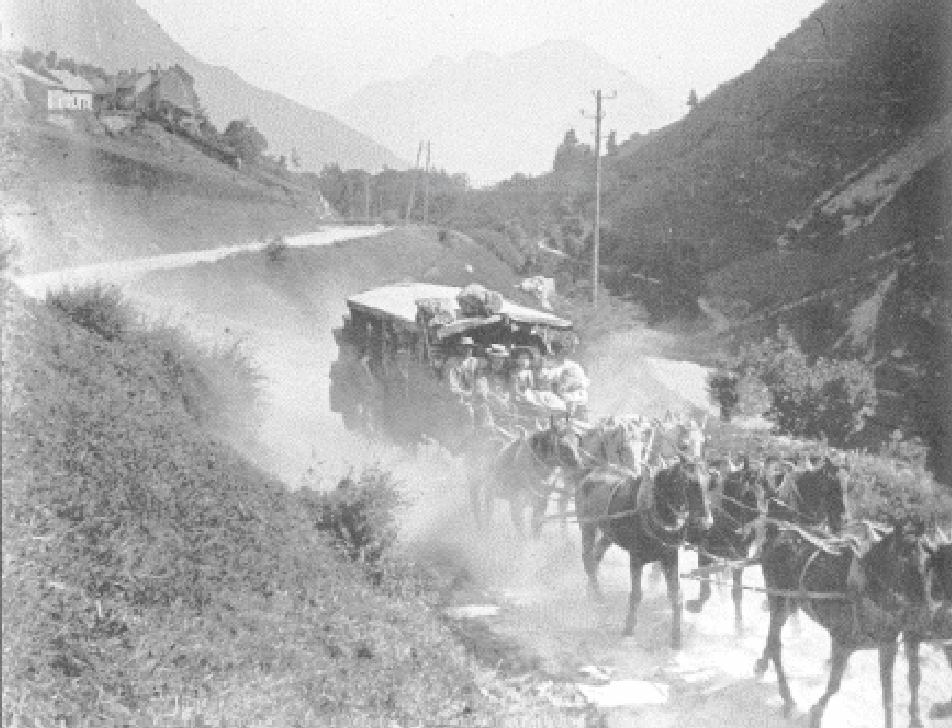
Patache sur la route d'Engins, Isère, en 1906.

## Histoire
Le mot désigna une grosse charrette de transport, à deux roues, non suspendue, datant du règne de Louis XI.
Puis on appela patache toute voiture hippomobile lourde, lente, de mauvaise qualité, comme pouvaient l'être de vieilles diligences. Les propriétaires ou exploitants de pataches étaient les patachiers, ceux qui en assuraient la conduite ou la garde, les patachons, bien connus pour leur vie dissipée.
La patache est tantôt décrite comme « voiture d'osier couverte de toile, attelée de deux chevaux », tantôt comme « un cabriolet à deux roues très hautes et à deux banquettes très rapprochées dont le coffre […] servait de siège au transport des dépêches et des valeurs ». 
Par ailleurs, ce fut un navire affecté au service d'un autre plus important, pour effectuer de petites missions, porter le courrier, etc.. C'était aussi un navire servant à la douane ou au fisc.
D'après le dictionnaire de l'Académie Française, 5e édition 1832 : sorte de vaisseau léger dont on se sert ordinairement pour le service des navires, pour aller à la découverte et pour envoyer des nouvelles en diligence. On appelle aussi patache, en quelques endroits, de petits bâtiments pour la garde des rivières, des passages où on lève quelques droits.